# De diepte
De diepte is een lied van de Nederlandse zangeres S10. Het werd in 2022 als single uitgebracht en stond in hetzelfde jaar als vijfde track op het album Ik besta voor altijd zolang jij aan mij denkt. Met het nummer vertegenwoordigde de zangeres Nederland op het Eurovisiesongfestival 2022. In de finale eindigde de act als elfde.

## Achtergrond
De diepte is geschreven door Stien den Hollander en Arno Krabman en geproduceerd door Krabman. Op 7 december 2021 werd bekendgemaakt dat S10 Nederland zou vertegenwoordigen op het Eurovisiesongfestival. Het nummer werd op 3 maart 2022 voor het eerst ten gehore gebracht in Tuschinski in Amsterdam. De zangeres noemde het nummer een ode aan het verdriet en herinneringen die mensen met zich meedragen. S10 zei verder dat ze hoopt dat mensen zich minder alleen voelen na het luisteren van het lied. Het is een Nederlandstalig nummer en dat betekende dat Nederland voor het eerst sinds 2010, toen Sieneke met het nummer Ik ben verliefd (sha-la-lie) Nederland vertegenwoordigde, meedeed met een nummer in eigen taal. Het nummer eindigde op de tweede plaats van bij de verkiezing Song van het Jaar 2022 van 3voor12. De verkiezing werd gewonnen door een ander lied van S10; Zonder gezicht met Froukje. De single heeft in Nederland en in Vlaanderen de platina status.
Bij een door S10 verteld verhaaltje voor een aflevering van De Slimste Mens in december 2022 liet ze zich ontvallen dat de Ohoe en Aha in de songteksten geïnspireerd waren op bezoekjes aan harservaringen.
Tijdens The Passion 2023 in Harlingen zongen Sinan Eroglu (Jezus) en Marlijn Weerdenburg (Maria) dit nummer samen in een duet.

## Hitnoteringen

### Nederlandse Top 40
In de lijst met Eurovisiesongfestivalhits in de Top 40 staat De diepte op nummer 6.
| Hitnotering: 12-03-2022 t/m 02-07-2022 | Hitnotering: 12-03-2022 t/m 02-07-2022 | Hitnotering: 12-03-2022 t/m 02-07-2022 | Hitnotering: 12-03-2022 t/m 02-07-2022 | Hitnotering: 12-03-2022 t/m 02-07-2022 | Hitnotering: 12-03-2022 t/m 02-07-2022 | Hitnotering: 12-03-2022 t/m 02-07-2022 | Hitnotering: 12-03-2022 t/m 02-07-2022 | Hitnotering: 12-03-2022 t/m 02-07-2022 | Hitnotering: 12-03-2022 t/m 02-07-2022 | Hitnotering: 12-03-2022 t/m 02-07-2022 | Hitnotering: 12-03-2022 t/m 02-07-2022 | Hitnotering: 12-03-2022 t/m 02-07-2022 | Hitnotering: 12-03-2022 t/m 02-07-2022 | Hitnotering: 12-03-2022 t/m 02-07-2022 | Hitnotering: 12-03-2022 t/m 02-07-2022 | Hitnotering: 12-03-2022 t/m 02-07-2022 | Hitnotering: 12-03-2022 t/m 02-07-2022 | Hitnotering: 12-03-2022 t/m 02-07-2022 |
| Week:                                  | 1                                      | 2                                      | 3                                      | 4                                      | 5                                      | 6                                      | 7                                      | 8                                      | 9                                      | 10                                     | 11                                     | 12                                     | 13                                     | 14                                     | 15                                     | 16                                     | 17                                     |                                        |
| -------------------------------------- | -------------------------------------- | -------------------------------------- | -------------------------------------- | -------------------------------------- | -------------------------------------- | -------------------------------------- | -------------------------------------- | -------------------------------------- | -------------------------------------- | -------------------------------------- | -------------------------------------- | -------------------------------------- | -------------------------------------- | -------------------------------------- | -------------------------------------- | -------------------------------------- | -------------------------------------- | -------------------------------------- |
| Positie:                               | 6                                      | 3                                      | 3                                      | 2                                      | 6                                      | 8                                      | 9                                      | 9                                      | 11                                     | 10                                     | 1                                      | 3                                      | 7                                      | 11                                     | 20                                     | 27                                     | 36                                     | uit                                    |

### NederlandseSingle Top 100
| Hitnotering: 12-03-2022 t/m 13-08-2022 | Hitnotering: 12-03-2022 t/m 13-08-2022 | Hitnotering: 12-03-2022 t/m 13-08-2022 | Hitnotering: 12-03-2022 t/m 13-08-2022 | Hitnotering: 12-03-2022 t/m 13-08-2022 | Hitnotering: 12-03-2022 t/m 13-08-2022 | Hitnotering: 12-03-2022 t/m 13-08-2022 | Hitnotering: 12-03-2022 t/m 13-08-2022 | Hitnotering: 12-03-2022 t/m 13-08-2022 | Hitnotering: 12-03-2022 t/m 13-08-2022 | Hitnotering: 12-03-2022 t/m 13-08-2022 | Hitnotering: 12-03-2022 t/m 13-08-2022 | Hitnotering: 12-03-2022 t/m 13-08-2022 | Hitnotering: 12-03-2022 t/m 13-08-2022 | Hitnotering: 12-03-2022 t/m 13-08-2022 | Hitnotering: 12-03-2022 t/m 13-08-2022 | Hitnotering: 12-03-2022 t/m 13-08-2022 | Hitnotering: 12-03-2022 t/m 13-08-2022 | Hitnotering: 12-03-2022 t/m 13-08-2022 | Hitnotering: 12-03-2022 t/m 13-08-2022 | Hitnotering: 12-03-2022 t/m 13-08-2022 |
| Week:                                  | 1                                      | 2                                      | 3                                      | 4                                      | 5                                      | 6                                      | 7                                      | 8                                      | 9                                      | 10                                     | 11                                     | 12                                     | 13                                     | 14                                     | 15                                     | 16                                     | 17                                     | 18                                     | 19                                     | 20                                     |
| -------------------------------------- | -------------------------------------- | -------------------------------------- | -------------------------------------- | -------------------------------------- | -------------------------------------- | -------------------------------------- | -------------------------------------- | -------------------------------------- | -------------------------------------- | -------------------------------------- | -------------------------------------- | -------------------------------------- | -------------------------------------- | -------------------------------------- | -------------------------------------- | -------------------------------------- | -------------------------------------- | -------------------------------------- | -------------------------------------- | -------------------------------------- |
| Positie:                               | 2                                      | 3                                      | 3                                      | 4                                      | 6                                      | 8                                      | 11                                     | 11                                     | 9                                      | 2                                      | 1                                      | 4                                      | 6                                      | 12                                     | 17                                     | 23                                     | 32                                     | 38                                     | 49                                     | 72                                     |
| Week:                                  | 21                                     | 22                                     | 23                                     |                                        |                                        |                                        |                                        |                                        |                                        |                                        |                                        |                                        |                                        |                                        |                                        |                                        |                                        |                                        |                                        |                                        |
| Positie:                               | 88                                     | 99                                     | 96                                     | uit                                    |                                        |                                        |                                        |                                        |                                        |                                        |                                        |                                        |                                        |                                        |                                        |                                        |                                        |                                        |                                        |                                        |

### NPO Radio 2 Top 2000
| Nummer met noteringen in de NPO Radio 2 Top 2000 | '22  | '23  | '24  |
| ------------------------------------------------ | ---- | ---- | ---- |
| De diepte                                        | 1391 | 1065 | 1334 |

1. ↑  Een vetgedrukt getal geeft de hoogste notering aan.
2. ↑  2022 was het eerste jaar met een notering voor dit nummer.

1956: De vogels van Holland / Voorgoed voorbij · 1957: Net als toen · 1958: Heel de wereld · 1959: 'n Beetje · 1960: Wat een geluk · 1961: Wat een dag · 1962: Katinka · 1963: Een speeldoos · 1964: Jij bent mijn leven · 1965: 't Is genoeg · 1966: Fernando en Filippo · 1967: Ring-dinge-ding · 1968: Morgen · 1969: De troubadour · 1970: Waterman · 1971: Tijd · 1972: Als het om de liefde gaat · 1973: De oude muzikant · 1974: Ik zie een ster · 1975: Ding-a-dong · 1976: The party's over · 1977: De mallemolen · 1978: 't Is O.K. · 1979: Colorado · 1980: Amsterdam · 1981: Het is een wonder · 1982: Jij en ik · 1983: Sing me a song · 1984: Ik hou van jou · 1986: Alles heeft ritme · 1987: Rechtop in de wind · 1988: Shangri-la · 1989: Blijf zoals je bent · 1990: Ik wil alles met je delen · 1992: Wijs me de weg · 1993: Vrede · 1994: Waar is de zon · 1996: De eerste keer · 1997: Niemand heeft nog tijd · 1998: Hemel en aarde · 1999: One good reason · 2000: No goodbyes · 2001: Out on my own · 2003: One more night · 2004: Without you · 2005: My impossible dream · 2006: Amambanda · 2007: On top of the world · 2008: Your heart belongs to me · 2009: Shine · 2010: Ik ben verliefd (sha-la-lie) · 2011: Never alone · 2012: You and me · 2013: Birds · 2014: Calm after the storm · 2015: Walk along · 2016: Slow down · 2017: Lights and shadows · 2018: Outlaw in 'em · 2019: Arcade · 2020: Grow · 2021: Birth of a new age · 2022: De diepte · 2023: Burning daylight · 2024: Europapa · 2025: C'est la vie